# Antichrist Superstar
Antichrist Superstar  é o segundo álbum de estúdio da banda Marilyn Manson, gravado e lançado em 1996. As composições e a gravação foram feitas no estúdio de Trent Reznor, em Nova Orleans.
Com a proposta de "derrubar as bases do Cristianismo", é considerado álbum mais ambicioso da banda. Embora o título polêmico pudesse denunciar influências de satanismo em suas letras,  Marilyn Manson diz que sua intenção desse trabalho era a de mostrar à sociedade americana que a figura do Anticristo é reflexo de uma moral cheia de falhas, e que a execução dessa moral é na verdade o próprio anticristo.
Claramente influenciado pela filosofia do super-homem nietzscheano, Marilyn Manson organizou as faixas do álbum de modo que funcionasse como uma trajetória - a sua própria - dentro da sociedade americana, percebendo, com o tempo, as irregularidades do sistema. Com isso, vai se incluindo na persona do Anticristo ao mesmo tempo que avança em sua linha cronológica.
O disco é dividido em três partes distintas, três ciclos: "O Hierofante", "A Inauguração do Verme" e "A Ascensão do Desintegrador". Cada um destes corresponde a um período da vida do cantor, ao mesmo tempo que cresce a degradação moral do superstar (numa analogia ao super-homem de Nietzsche) e a corrupção mental, tão repudiada pelo americano comum mas tão exaltada na cultura recorrente do país.
O disco encerra com a "Track 99", ou a "Untitled Track", onde Marilyn retorna todo o álbum à 1ª faixa. É uma referência direta ao Eterno Retorno de Nietzsche.
Nessa época ocorreu a saída do guitarrista Daisy Berkowitz, responsável por apenas 4 faixas do disco, sendo substituído por Zim Zum
Antichrist Superstar foi incluído no livro "1001 Albums You Must Hear Before You Die" (1001 álbuns que você precisar ouvir antes de morrer).

## Faixas
Todas as letras escritas por Marilyn Manson, exceto a faixa 1 (escrita com Twiggy Ramirez).

### Ciclo I - OHierofante
1. "Irresponsible Hate Anthem" - 4:17 (Berkowitz, Gacy)
2. "The Beautiful People" - 3:38 (Ramirez)
3. "Dried Up, Tied and Dead to the World" - 4:16 (Manson, Ramirez)
4. "Tourniquet" - 4:29 (Berkowitz, Ramirez)

### Ciclo II - A Inauguração do Verme
1. "Little Horn" - 2:43 (Ramirez, Reznor)
2. "Cryptorchid" - 2:44 (Gacy)
3. "Deformography" - 4:31 (Ramirez, Reznor)
4. "Wormboy" - 3:56 (Berkowitz, Ramirez)
5. "Mister Superstar" - 5:04 (Ramirez)
6. "Angel with the Scabbed Wings" - 3:52 (Manson, Ramirez, Gacy)
7. "Kinderfeld" - 4:51 (Ramirez, Gacy)

### Ciclo III - A Ascensão do Desintegrador
1. "Antichrist Superstar" - 5:14 (Ramirez, Gacy)
2. "1996" - 4:01 (Ramirez)
3. "Minute of Decay" - 4:44 (Manson)
4. "The Reflecting God" - 5:36 (Ramirez, Reznor)
5. "Man That You Fear" - 6:10 (Ramirez, Manson, Gacy, Berkowitz) Rhodes Piano: Reznor
6. "Track 99" - 1:39

## Créditos
- Marilyn Manson — Vocais
- Daisy Berkowitz — Guitarra
- Twiggy Ramirez — Guitarra, Violão, Baixo
- Madonna Wayne Gacy — Teclados, Loops
- Ginger Fish — Bateria Ao Vivo, Programação
- Robin Finck — Ao Vivo (guitarra adicional), Teclados adicionais (não creditado, porem Manson confirmou que ele trabalhou no álbum)
- Zim Zum — guitarrista ao vivo na turnê Antichrist Superstar
- Trent Reznor — produção, edição, mixagem, Melotron, guitarra, Piano Rhodes
- Sean Beavan — produção, engenharia, edição, mixagem, guitarra
- Danny Lohner — guitarra
- Chris Vrenna — bateria, programação, engenharia, edição
- Dave Ogilvie — produção, programação, engenharia, edição, mixagem
- Brian Pollack — assistente de produção, assistente de engenharia
- Tom Baker — masterização
- P.R. Brown — ilustração digital, design
- Dean Karr — fotografia

## Críticas
| Críticas profissionais        | Críticas profissionais |
| Avaliações da crítica         | Avaliações da crítica  |
| Fonte                         | Avaliação              |
| ----------------------------- | ---------------------- |
| AllMusic                      | [ 1 ]                  |
| Chicago Tribune               | [ 2 ]                  |
| Encyclopedia of Popular Music | [ 3 ]                  |
| Entertainment Weekly          | B                      |
| The Great Rock Discography    | 8/10                   |
| Los Angeles Times             | [ 6 ]                  |
| Rolling Stone                 | [ 7 ]                  |
| The Rolling Stone Album Guide | [ 8 ]                  |
| Spin                          | 8/10                   |
| USA Today                     | [ 10 ]                 |

O álbum foi lançado com o clamor dos críticos musicais, que elogiaram o seu conceito, produção e vozes. M. Tye Comer, ao criticar para a CMJ New Music Monthly, descreveu o album como um "magnífica ... foda de caveira auditiva", dizendo que Marilyn Manson "pegou em toda a angústia, fogo infernal e condenação ingerível, numa feroz mostra escatológica de som e fúria apocalípticos." Continuou, comentando as vozes, sobre as quais disse que podiam "comunicxar dor, paixão, medo, ódigo e euforia num poderoso rugido ensurdecedor."
Greg Kot do Chicago Tribune cumprimentou a produção do álbum, tal como fez Jim Farber do Entertainment Weekly, que também elogiou o seu conceito "ambicioso", ainda que tenha criticado o som da banda como derivativo de outras bandas de rock industrial: "cada riff poderia ter vindo directamente de um antigo LP dos Skinny Puppy."
Escrevendo para a revista Spin, Ann Powers aplaudiu o conceito do album e a qualidade da escrita, dizendo que "Até agora, as ideias de Manson transportavam mais peso que a sua música, mas o som de Antichrist Superstar faz juz à extravagante grandiosidade dos seus argumentos. As suas 16 músicas são de um rock ao estilo do metal de Sabbath nos 70s, mas mais pesado; os arranjos ecoam a Queen no âmbito operático mas são mais intensos; o ambiente tem o chill vampírico dos Bauhaus, mas morte mesmo na veia."
O Stephen Thomas Erlewine da AllMusic chamou-o de "um album inesperadamente coeso" que serve como o "testamento definitivo" de Marilyn Manson. No entanto, foi crítico da produção de Reznor, dizendo: "Apesar dos detalhes sónicos criarem uma audição intrigante, não é tão extremo como poderia ter sido - em particular, as guitarras são surpeendentemente anémicas, soando como tubos de vácuo a zumbir quando poderiam ter sido motoserras incontroláveis."